# 卡布韋勇士足球會
卡布韋勇士足球會(Kabwe Warriors)是一支位於贊比亞卡布韋的職業足球會，目前於贊比亞足球超級聯賽角逐。